# Pimpinella komarovii
Pimpinella komarovii är en flockblommig växtart som först beskrevs av Masao Kitagawa, och fick sitt nu gällande namn av R.H.Shan och F.T.Pu. Pimpinella komarovii ingår i släktet bockrötter, och familjen flockblommiga växter. Inga underarter finns listade i Catalogue of Life.